# Siège de Bonn (1703)
Pour les articles homonymes, voir Siège de Bonn.
Guerre de Succession d'Espagne
Batailles
Campagnes de Flandre et du Rhin
- Landau (1702)
- Friedlingen (1702)
- Kehl (1703)
- Ekeren (1703)
- Höchstädt (1703)
- Spire (1703)
- Schellenberg (Donauworth) (1704)
- Blenheim (1704)
- Landau (1704)
- Vieux-Brisach (1704)
- Eliksem (1705)
- Ramillies (1706)
- Stollhofen (1707)
- Cap Béveziers (1707)
- Cap Lizard (1707)
- Audenarde (1708)
- Wynendaele (1708)
- Lille (1708)
- Gand (1708)
- Malplaquet (1709)
- Douai (1710)
- Bouchain (1711)
- Denain (1712)
- Bouchain (1712)
- Douai (1712)
- Landau (1713)
- Fribourg (1713)

Campagnes d'Italie
- Carpi (1701)
- Chiari (1701)
- Crémone (1702)
- Luzzara (1702)
- Verceil (1704)
- Cassano (1705)
- Nice (1705-1706)
- Calcinato (1706)
- Turin (1706)
- Castiglione (1706)
- Toulon (1707)
- Gaeta (1707)
- Cesana (1708)
- Syracuse (1710)

Campagnes d'Espagne et de Portugal
- Cadix (1702)
- Vigo (navale 1702)
- Cap de la Roque (1703)
- Gibraltar (août 1704)
- Ceuta (1704) (es)
- Málaga (1704)
- Gibraltar (1704-1705)
- Marbella (1705)
- Montjuïc (1705)
- Barcelone (1705)
- Badajoz (1705)
- Barcelone (1706)
- Murcie (1706) (es)
- El Albujón (1706) (es)
- Santa Cruz de Ténérife (1706) (en)
- Almansa (1707)
- Xàtiva (1707)
- Ciudad Rodrigo (1707) (en)
- Lérida (1707)
- Tortosa (1708)
- Minorque (1708)
- Gudiña (1709)
- Almenar (1710)
- Saragosse (1710)
- Brihuega (1710)
- Villaviciosa (1710)
- Barcelone (1713-1714)

Campagnes de Hongrie
- Saint-Gotthard (1703) (en)
- Biskupice (1704) (en)
- Smolenice (1704) (en)
- Koroncó (1704) (en)
- Zsibó (1705) (en)
- Saint-Gotthard (1705) (en)
- Trenčín (1708) (en)

Antilles et Amérique du sud
- Santa Marta (1702)
- Guadeloupe (1703)
- Nassau (1703)
- Colonia del Sacramento (1704)
- Carthagène (1708)
- Rio (1710)
- Carthagène (1711)
- Rio (1711)
- Cassard (1712)

Le siège de Bonn a lieu durant la guerre de Succession d'Espagne : l'armée des alliés du général Cohorn et du prince héréditaire de Hesse-Cassel prend Bonn après un siège de quelques semaines. Bonn, ville située sur la rive gauche du Rhin, appartient à l'Électorat de Cologne.

## Contexte
En mai 1703, le duc de Marlborough décide d'entreprendre le siège de la ville de Bonn que l'électeur de Cologne a confiée aux Français. Le duc veut absolument priver les Français de la seule place forte qu'ils possèdent encore sur le Bas-Rhin. À cet effet, il envoie un corps d'armée composé de 40 bataillons et de 60 escadrons, avec une artillerie de 140 gros canons et 50 gros mortiers, sans compter les petits calibres. Tandis que la garnison commandée par le marquis d'Alègre, lieutenant-général de Louis XIV, compte 10 bataillons dont 6 français, 2 espagnols et 2 de Cologne.

## Le siège
La place est investie dès le 24 avril 1703 par la cavalerie prussienne et lunébourgeoise sous les ordres du lieutenant général Bulau. Le baron Fagel arrive le lendemain avec une partie de l'infanterie. Les Alliés installent leur camp entre Graurheindorf et Kreutzberg.
Dès leur arrivée, les Alliés occupent avec 200 hommes le petit village de Poppelsdorf, position avancée par rapport à la place. Le général Coehorn arrive le 26 avril 1703 et les jours suivants, l'infanterie, l'artillerie et la cavalerie de Hesse-Cassel.
Au vu des moyens des forces alliées, le marquis d'Allègre fait parvenir un message au duc de Marlborough, lui rappelant qu'une convention a été établie l'année précédente entre l'électeur de Cologne et l'électeur Palatin de ne pas bombarder réciproquement les villes de Dusseldorf et de Bonn, afin de préserver les églises, palais et édifices publics. En cas d'attaque de Bonn, des représailles seront exercées sur la ville de Neubourg. Mais, le duc de Marlborough répond que ce n'était pas dans ses habitudes, mais qu'il le ferait si les assiégés le mettaient au pied du mur.
Le duc de Marlborough planifie trois axes d'attaque de la place :
- le premier sur le fort de Bourgogne, du côté droit du Rhin, par le général Cohorn, assisté des majors-généraux Freisheim (Fiesheim) et Erbesfeld (Elberfeld) et de l'ingénieur en chef de la Rocque.
- le second axe, à partir du nord et du côté gauche du fleuve, par le prince héréditaire de Hesse-Cassel, secondé par le prince d'Anhalt-Dessau, le major général Prince d'Anhalt-Zerbst, le major général Tettau et l'ingénieur en chef Hazard,
- le troisième axe, à gauche du fleuve à partir du sud, par le lieutenant général François Nicolas Fagel, assisté des majors généraux Dedem (de Dam) et Saint-Paul et l'ingénieur en chef, le colonel Reinhard.

Le 3 mai 1703, les assiégeants démarrent leurs travaux d'approche : la tranchée est ouverte. En soirée, trois attaques sont déjà menées, mais les unités du major-général Dedem et du prince de Hesse-Cassel subissent des pertes importantes à la suite des tirs des assiégés. Le lendemain soir, le général Cohorn fait mettre 3 batteries de canons du côté droit du Rhin : une première composée de 6 canons pour détruire le pont flottant entre le fort de Bourgogne et la ville, la seconde de 30 canons pour détruire la muraille avant du fort et la troisième de 12 canons pour foudroyer le flanc droit du fort. De plus, 12 mortiers et 18 autres pièces sont positionnées dans la tranchée, près de la troisième batterie.
Le 8 mai 1703, les Alliés parviennent à détruire les amarres du pont flottant et, malgré leurs efforts, les Français ne parviennent pas à le retenir.
Le 9 mai 1703, à la suite d'une large brèche dans les murailles du fort, le général Coehorn décide de l'attaquer en soirée. 400 grenadiers soutenus par 4 bataillons montent alors à l'assaut du fort Bourgogne tandis que le commandant français du fort, M. de Rabutin, fait évacuer le gros de sa garnison par bateau vers la ville, de l'autre côté du Rhin. Le fort est pris par les Alliés dans la soirée.
Le 10 mai 1703, les assiégeants repositionnent leurs pièces d'artilleries, soit 80 pièces de canons, 40 mortiers et 500 petits mortiers. Ils progressent leurs tranchées au sud, vers le nouvel ouvrage. Après trois jours de bombardement des murailles, les Français font une sortie côté sud avec 1 200 fantassins du régiment Royal et du régiment de la Couronne et 400 cavaliers. Ils attaquent les troupes de la tranchée du général Dedem et parviennent à détruire une dizaine de canons et à neutraliser 200 à 250 hommes, avant de se réfugier derrière les fortifications de la ville.
À partir du 13 mai 1703, les troupes du prince de Hesse attaquent le côté nord, soutenues par leur artillerie. Malgré une résistance farouche des assiégés, ils parviennent à forcer le passage et à occuper les premières et secondes contrescarpes des fortifications. Les bombardements se poursuivent le lendemain, à tel point que le marquis d'Alègre fait battre la chamade dans l'après-midi du 15 mai 1703. Les conditions de reddition sont négociées et dès le lendemain, la garnison composée de 3 600 soldats français et de l'électeur est conduite, avec tous les honneurs, à Luxembourg.

## Conditions de capitulation
La convention de capitulation signée par le duc de Marlborough et le marquis d'Alegre compte 11 articles.

« Art I. La garnison française et espagnole sortira avec armes et bagages, balles en bouche, timbales et tambours batant, trompettes sonantes, drapeaux et étandarts déployés, ayant leurs bandouillères garnies de poudre et de plomb pour douze coups, la cavalerie à cheval, l'épée à la main et les dragaons aussi à cheval, le fusil haut, avec tous leurs équipages, comme aussi avec deux pièces à douze livres de balle et deux de six libvres, ou de moindre calibre avec de la poudre et balles pour douze coups. »

« Art III. Que ladite garnison ira par le plus court et par le plus droit chemin à Luxembourg, avec une escorte suffisante de troupes des assiégeants jusqu'audit Luxembourg, et qu'on conviendra des villes, bourgs et villages ou l'on couchera chaque nuit et elle pourra prendre pour quatre jours de pain de leurs magasins et on donnera aussi des otages pour la sureté de l'escorte, que l'on relachera dès que l'escorte sera revenue et alors il sera donné aux otages des suretés pour leur retour. »

—  Convention de capitulation